# ديوغو مورغادو
ديوغو ميغيل مورغادو سواريس (بالبرتغالية: Diogo Miguel Morgado Soares‏) وهو ممثل وعارض أزياء سابق برتغالي ولد في يوم 17 يناير 1981 في مدينة لشبونة عاصمة البرتغال مثل دور يسوع في فلم ابن الرب في 2014 مع روما داوني.

## الأعمال
- 2013: ذا بايبل
- 2014: ابن الرب

## روابط خارجية
- ديوغو مورغادو على موقع IMDb (الإنجليزية)
- ديوغو مورغادو على موقع قاعدة بيانات الفيلم (الإنجليزية)